# Ceratophallus gibbonsi
Ceratophallus gibbonsi е вид охлюв от семейство Planorbidae. Видът не е застрашен от изчезване.

## Разпространение
Разпространен е в Демократична република Конго.